# 華僑報德善堂

華僑報德善堂

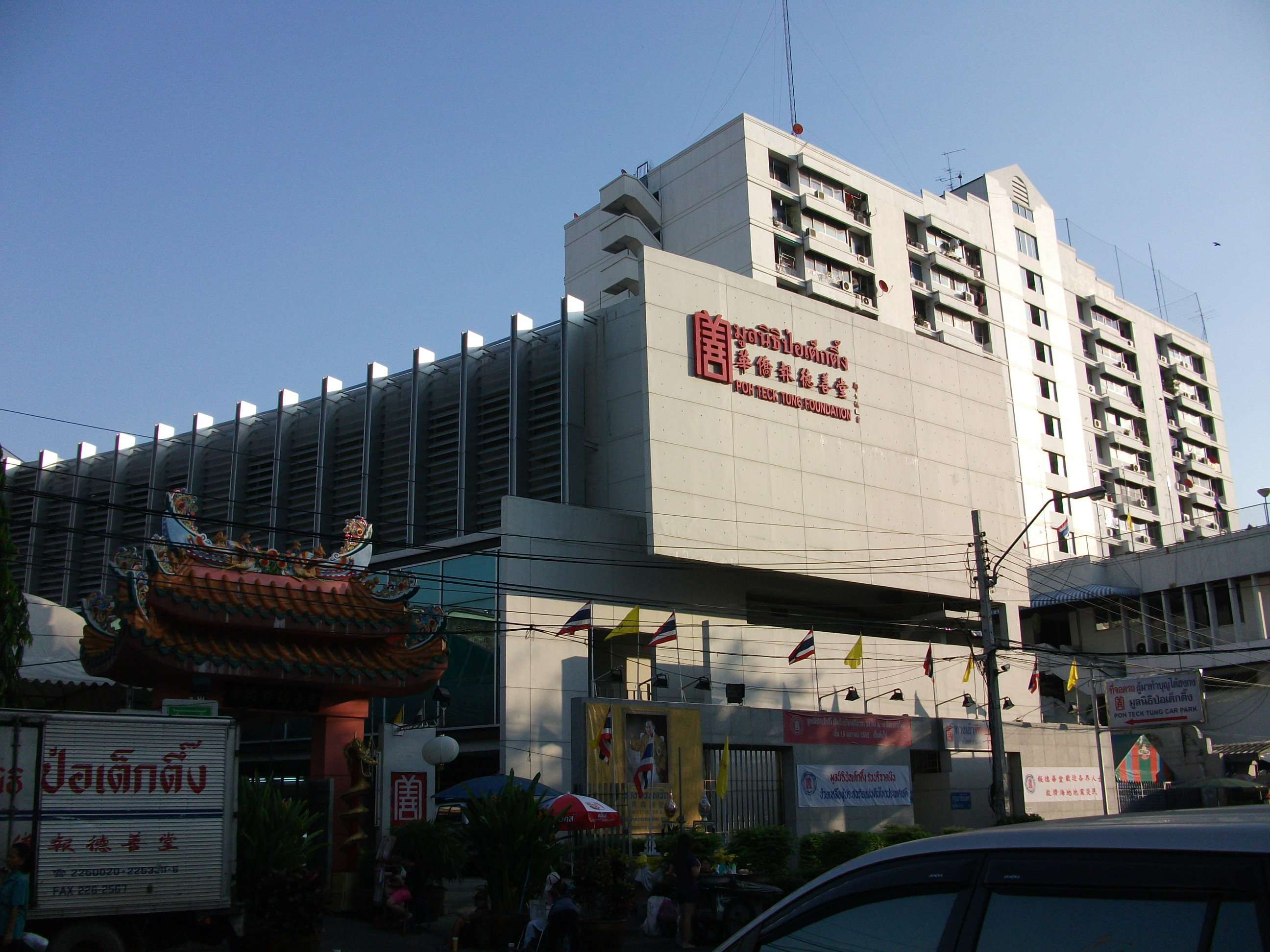
華僑報德善堂

華僑報德善堂是原籍廣東省潮州，旅居泰國華僑成立的華人慈善團
華僑報德善堂現任主席兼董事長是胡玉麟。

## 地址
- 泰文：326 ถนนเจ้าคำรพ (บรรจบกับถนนพลับพลาไชย), แขวงป้อมปราบ, กรุงเทพ 10100, ประเทศไทย
- 英文：326 Chao Khamrop Road (cross with Phlapphla Chai Road), Pom Prap, Bangkok 10100, Thailand.
- 中文：泰國，曼谷大京都，邦巴縣，僑樂街326號（與越鵠路交匯處）

## 歷史
源自明朝末年的河南省，平民自發性組成民間慈善社團至清朝更為盛行。在1896年6月，華僑馬潤從潮州引入一尊以宋朝大峰祖師為主祈雕像，成立「報德善堂」，1910年開始成為一個慈善組織，1937年在暹羅政府註冊。

## 宋大峰祖師
大峰祖師 （泰文：ไต้ฮงโจวซือ,ไต้ฮงกง 或 หลวงปู่ไต้ฮง），北宋宝元二年（1039年）出生於浙江省溫州的富有家庭，原本姓林，自幼研讀佛經，經科舉得進士名銜獲知縣職務，至54歲時，對政治腐敗失望，出家四處弘揚佛法。
81歲時，在廣東省潮陽縣因暴雨引致河水氾濫，觸發瘟疫等多種災害，許多無人認領的屍體，大峰祖師收集屍體火化，設立診所，供應食品給有需要的人士，教育弟子助人的美德。那時有一道600公尺寬的河流，每年都翻船淹死乘客，他發動人民興建橋樑。
北宋靖康二年（1127年），88歲時完寂，人民認為他已羽化登仙。

## 救援隊
救援隊（泰文：หน่วยกู้ภัย）通過24小時無線電聯繫的組織，有救護車、救生快艇及消防水炮，全天候從事下列活動：
1. 收集無人認領的屍體，贈棺材埋葬
2. 保護犯罪現場
3. 幫助災民
4. 送病人到醫院的救護車

## 附屬機構
- 報徳堂
- 救援隊
- 華僑崇聖大學
- 華文師範學院
- 華僑醫院
- 華僑醫院附屬華僑中醫院

## 外部連結
- 華僑報德善堂的官方泰文網站 （页面存档备份，存于）